# Nastradamus
A Nastradamus az amerikai rapper, Nas negyedik stúdióalbuma, amely 1999. november 23-án jelent meg az Egyesült Államokban.  Az album eredetileg Nas harmadik lemezének az I Am…-nek a megmaradt felvételeiből állt volna össze és 1999. október 26-án jelent volna meg. Ehelyett Nas néhány bootleg-felvétel mellé új dalokat is felvett az albumra, megtartva közben a novemberi megjelenési dátumot.
Az album a Billboard 200 lista 7. helyén debütált, az első héten 232 ezer darabot adtak el belőle. Megjelenése után a Nastradamus leginkább vegyes kritikákat kapott a zenei elemzőktől, valamint a rajongók is úgy tekintenek rá, mint Nas leggyengébb munkájára. A vegyes fogadtatás ellenére jelentős kereskedelmi sikereket ért el és két listás kislemezt is kiadtak róla. 1999. december 22-én a Recording Industry Association of America-tól megkapta a platina minősítést.

## Dalok listája
| #  | Cím                                           | Hossz | Producer(ek)                   |
| -- | --------------------------------------------- | ----- | ------------------------------ |
| 1  | "The Prediction"(feat. Jessica Care Moore)    | 1:20  | Rich Nice                      |
| 2  | "Life We Chose"                               | 4:08  | L.E.S.                         |
| 3  | "Nastradamus"                                 | 4:11  | L.E.S.                         |
| 4  | "Some of Us Have Angels"                      | 4:14  | Dame Grease                    |
| 5  | "Project Windows"(feat. Ronald Isley)         | 4:55  | Nashiem Myrick & Carlos Broady |
| 6  | "Come Get Me"                                 | 5:31  | DJ Premier                     |
| 7  | "Shoot 'Em Up"                                | 2:53  | Havoc                          |
| 8  | "Last Words"(feat. Millennium Thug (Nashawn)) | 5:31  | L.E.S.                         |
| 9  | "Family"(feat. Mobb Deep)                     | 5:16  | Dame Grease                    |
| 10 | "God Love Us"                                 | 4:36  | Dame Grease                    |
| 11 | "Quiet Niggas"(feat. Bravehearts)             | 4:57  | Dame Grease                    |
| 12 | "Big Girl"                                    | 4:19  | L.E.S.                         |
| 13 | "New World"                                   | 4:00  | L.E.S.                         |
| 14 | "You Owe Me"(feat. Ginuwine)                  | 4:48  | Timbaland                      |
| 15 | "The Outcome"(feat. Jessica Care Moore)       | 1:54  | Rich Nice                      |

## Sample lista[14]
Life We Chose
- "Peace Fugue" by Bernie Worrell

Nastradamus
- "(It's Not the Express) It's the JB's Monaurail" by The J.B.'s

Come Get Me
- "It's Mine" by Mobb Deep
- "We’re Just Trying to Make It" by The Persuaders

Last Words
- "Good Luck Charm" by Ohio Players

Big Girl
- "You're a Big Girl Now" by The Stylistics

New World
- "Africa" by Toto

Quiet Niggas
- "Final Fantasy VIII" by Squaresoft
- "Shoot 'em Up (If I Die 2nite)" by 2Pac

## Lista helyezések
Album
| Lista (1999)                | Helyezés |
| --------------------------- | -------- |
| U.S. Billboard 200          | #7       |
| U.S. Top R&B/Hip Hop Albums | #2       |

Kislemezek
| Év   | Dal           | Lista helyezések  | Lista helyezések                 | Lista helyezések | Lista helyezések |
| Év   | Dal           | Billboard Hot 100 | Hot R&B/Hip-Hop Singles & Tracks | Hot Rap Singles  | UK Singles Chart |
| 1999 | "Nastradamus" | #92               | #27                              | #4               | #24              |
| 2000 | "You Owe Me"  | #59               | #13                              | -                | -                |